# Cantonul Gerbéviller
Cantonul Gerbéviller este un canton din arondismentul Lunéville, departamentul Meurthe-et-Moselle, regiunea Lorena, Franța.

## Comune
| Comune           | Populație (1999) | Cod poștal | Cod INSEE |
| ---------------- | ---------------- | ---------- | --------- |
| Essey-la-Côte    | 79               | 54830      | 54183     |
| Fraimbois        | 279              | 54300      | 54206     |
| Franconville     | 43               | 54830      | 54209     |
| Gerbéviller      | 1 402            | 54830      | 54222     |
| Giriviller       | 39               | 54830      | 54228     |
| Haudonville      | 80               | 54830      | 54255     |
| Lamath           | 182              | 54300      | 54292     |
| Magnières        | 313              | 54129      | 54331     |
| Mattexey         | 65               | 54830      | 54356     |
| Mont-sur-Meurthe | 947              | 54360      | 54383     |
| Moriviller       | 81               | 54830      | 54386     |
| Moyen            | 502              | 54118      | 54393     |
| Rehainviller     | 881              | 54300      | 54449     |
| Remenoville      | 154              | 54830      | 54455     |
| Seranville       | 91               | 54830      | 54501     |
| Vallois          | 144              | 54830      | 54543     |
| Vathiménil       | 255              | 54122      | 54550     |
| Vennezey         | 45               | 54830      | 54561     |
| Xermaménil       | 423              | 54300      | 54595     |